# Carlos Bernardes

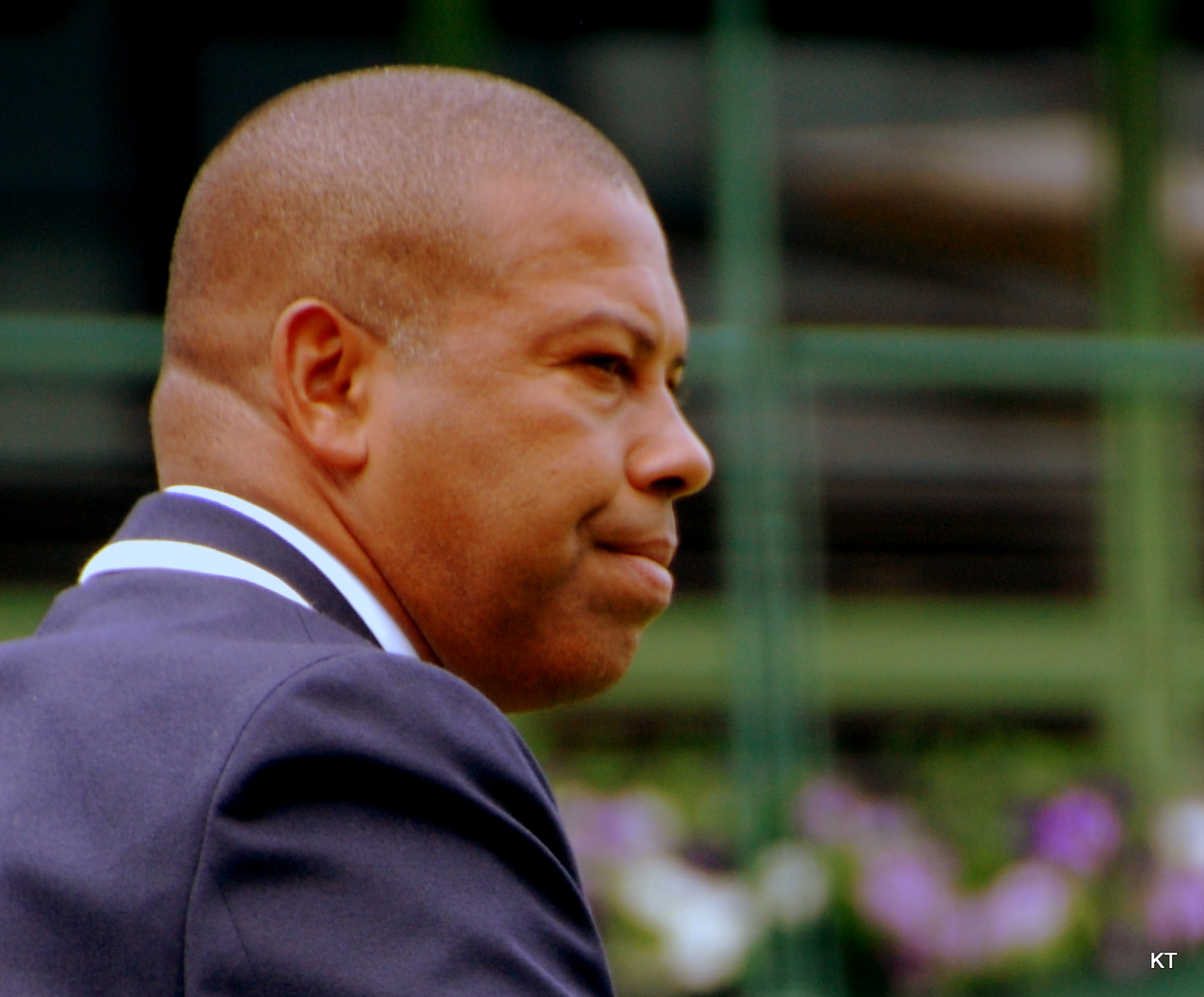
Carlos Bernardes 2013 als Schiedsrichter beim Erstrundenmatch zwischen Fernando Verdasco und Xavier Malisse in Wimbledon.

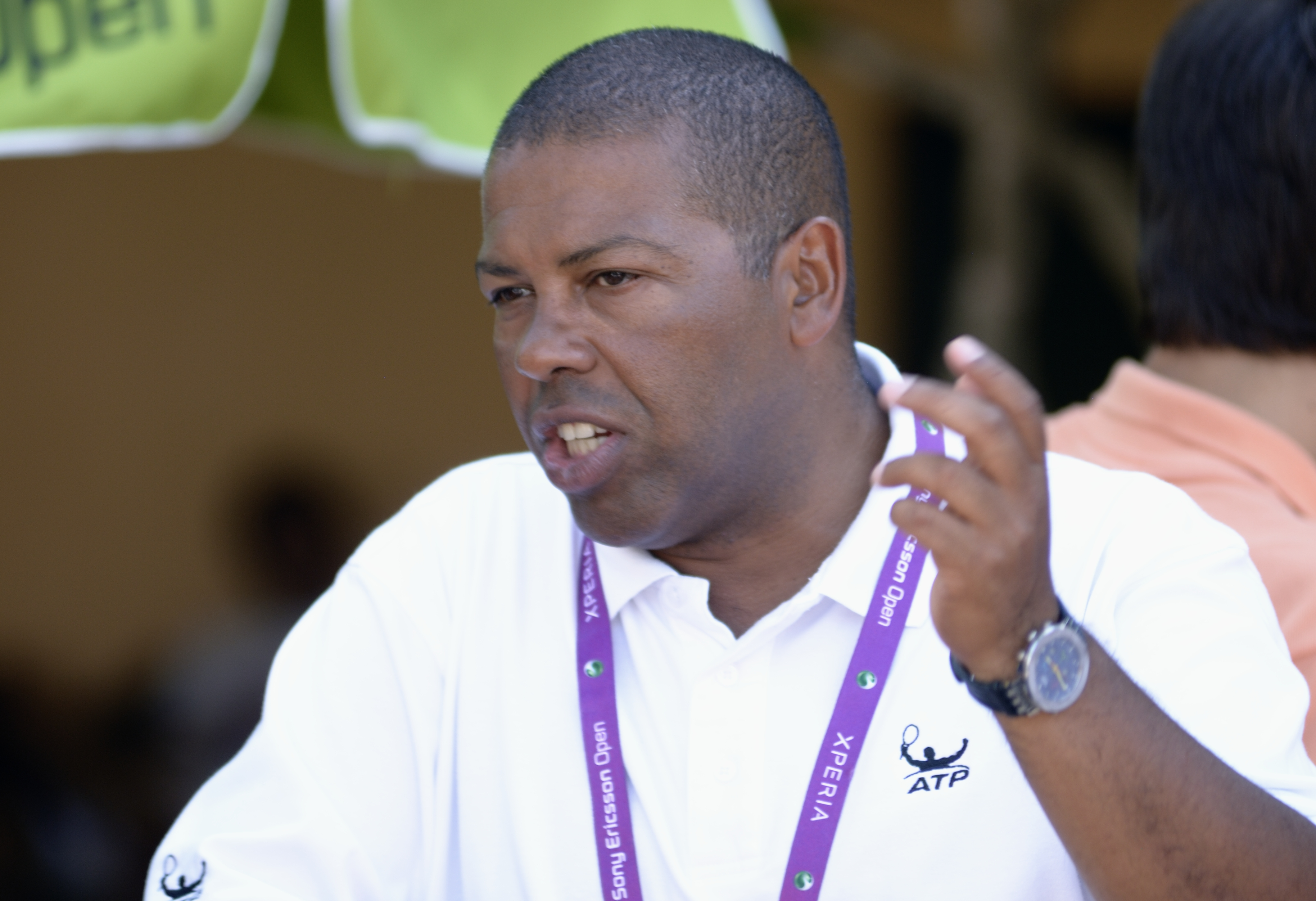
Carlos Bernardes 2012 in Miami

Carlos Bernardes (* in São Caetano do Sul) ist ein brasilianischer ehemaliger Tennisschiedsrichter. 

## Karriere
Carlos Bernardes begann seine Schiedsrichterkarriere in den 1980er Jahren und wurde erstmals beim Billie Jean King Cup (damals Fed-Cup) in Brasilien eingesetzt. Sein erstes internationales Turnier leitete er 1992 in Miami, was den Start seiner weltweiten Karriere markierte. Im Jahr 2021 erlitt er einen Herzinfarkt, kehrte jedoch nach einer erfolgreichen Genesung zum Sport zurück. Zu seinen Höhepunkten zählen Grand-Slam-Finals bei den US Open (2006, 2008) und Wimbledon (2011).
Bernardes trat nach der Saison 2024 von seiner Tätigkeit als Schiedsrichter zurück. Sein letztes ATP Match leitete er während der ATP Finals 2024.

## Vorfall mit Rafael Nadal
Bernardes sanktionierte am 22. Februar 2015 bei den Rio Open in Rio de Janeiro die mehrfachen Zeitüberschreitungen von Rafael Nadal zweimal regelgerecht sanktionierte. Daraufhin drohte Nadal Bernardes, er werde nie mehr ein Spiel von ihm leiten. Nadal bestätigte später, dass er die Spielergewerkschaft ATP gebeten habe, Bernardes nicht mehr bei seinen Spielen einzusetzen. Tatsächlich schiedste Bernardes daraufhin für einige Jahre kein Spiel von Nadal.

## Persönliches
Bernardes hat zwei Wohnsitze im italienischen Gorle und in São Caetano do Sul in Brasilien.